# Ermanno Bencivenga
Ermanno Bencivenga (Reggio Calabria, 1950) è un filosofo e saggista italiano.

## Biografia
Dopo la laurea in filosofia alla Statale di Milano, Bencivenga ha lasciato presto l'Italia, trasferendosi prima in Canada per gli studi di dottorato e poi negli Stati Uniti, 
dove ha intrapreso la sua carriera accademica insegnando, dal 1979, all'Università della California a Irvine. 
I suoi interessi di studio, nel corso del tempo, hanno riguardato la logica formale (negli anni settanta), la storia della filosofia (negli anni ottanta), l'etica, la filosofia politica.

## Pensiero
Ha pubblicato numerosi testi sulla storia della filosofia e su specifici argomenti filosofici, come logica, estetica, filosofia del linguaggio, in forma dialogica (come in Philosophy in Play and Freedom), saggistica (Looser Ends, My Kantian Ways, Exercises in Constructive Imagination), trattatistica (A Theory of Language and Mind), con scrittura aforistica (Dancing Souls) o affrontando singole figure storiche (come in The Discipline of Subjectivity, Logic and Other Nonsense, Hegel's Dialectical Logic, Ethics Vindicated). 
Ha scritto inoltre diversi testi introduttivi alla filosofia e a sue tematiche, destinati a un pubblico più vasto, e alcuni libri di poesie. 

### La filosofia in trentadue favole
La filosofia in trentadue favole è un saggio del 1991, ripubblicato negli Oscar Mondadori nel 1997 (ISBN 978-88-04-48067-9). Pur potendo essere raccontato a un uditorio di bambini, il libro si pone l'obiettivo di rivolgersi al bambino presente in ogni essere umano, che lo rende capace di stupirsi e incantarsi di fronte alle domande della filosofia. Il libro è stato riedito in edizioni aumentate (a quarantadue, cinquantadue, sessantadue e ottantadue favole) nel 2007, 2011, 2014 e 2017.

### Giocare per forza
Giocare per forza. Critica della società del divertimento è dedicato all'importanza del gioco e all'esame critico del sovvertimento di senso di cui esso è stato fatto oggetto nella società contemporanea: trasformato in industria, il divertimento ha perduto la sua naturale collocazione, quale manifestazione della sfera fantastica, ricerca libera e volontaria.
Trasposto in una dimensione 'industrializzata' e organizzata, il gioco si qualifica come attività passiva e ripetitiva, espressa all'insegna di rapporti psicologici coattivi che snaturano completamente il senso dell’Homo Ludens di Johan Huizinga: il gioco del lotto e l'intrattenersi con videogame o slot machine diventano forme di subire passivo, una dimensione alla quale è precluso il manifestarsi dell'agire ludico dell'uomo attraverso l'attività fantastica della psiche umana.
In un mondo in cui domina la dimensione organizzata del divertimento, si apre all'uomo una prospettiva impoverita dell'esistenza, in cui si realizza la perdita del senso profondo del gioco, una prospettiva che l'autore considera esiziale perché, nelle sue stesse parole, «se perdiamo il gioco perdiamo la stessa umanità».

### L'etica di Kant e la razionalità del bene
Nel 2010 ha pubblicato il saggio L'etica di Kant: la razionalità del bene, una riflessione sul concetto di Etica in Kant e sul fondamento logico-razionale del Bene.
L'Etica consiste nel negare la preminenza al nostro punto di vista, aprendosi all'esperienza altrui, all'ascolto di tutte le altre voci e presenze che hanno diritto a occupare un posto nella riflessione comune. 
Di converso, la negazione dell'etica consiste esattamente nella negazione di questo diritto, nell'impedire agli altri la partecipazione alla riflessione collettiva, la possibilità di offrire all'esperienza comune il contributo particolare della propria ragione. Questa partecipazione coinvolge ciò che si chiama l'"uso pubblico della ragione", un'espansione della dimensione privata della ragione, quest'ultima intesa come la sfera d'uso che ci è concessa, ad esempio, nell'esercizio dei compiti derivanti da necessità e ruoli della nostra vita e della nostra professione.
L'Etica è come un "fuoco immaginario", impossibile da attingere. Ma ciò che conta veramente è il percorso attraverso cui ci si muove in direzione di questo "fuoco", un cammino in grado di aprire l'uomo a nuove acquisizioni, schiudendone gli orizzonti al di fuori di pregiudizi e preconcetti.
Si pone poi il problema di come considerare l'etica in un contesto dominato dalla corruzione: l'etica non lascia spazio alla rinuncia e al cinismo, anche se spesso quest'ultimo può presentarsi in forma artefatta, dissimulato da "realismo", e per questo non immediatamente riconoscibile.
Riprendendo la celebre riflessione sulla «banalità del male» di Hannah Arendt (per Bencivenga, la massima interprete kantiana del XX secolo), il bene ha una logica e una ragione, un fondamento da cui non è invece sorretto il male. Quest'ultimo, infatti, trae origine proprio dalla rinuncia alle ragioni dell'etica, si insinua proprio nelle lacerazioni dell'etica lasciate aperte da questa rinuncia.

## Collaborazioni giornalistiche
Diversi suoi contributi sono apparsi negli anni su vari giornali italiani, come La Stampa, il Sole 24 Ore, l'Unità, ecc.
Dal 2021 sul discusso canale televisivo di Byoblu conduce le rubriche Spazio d'Illusione, sulla storia del cinema, e Spazio di Libertà, dedicata a tematiche filosofiche.

## Opere
Saggistica in italiano
- Le logiche libere, a cura di, Torino, Boringhieri, 1976.
- Una logica dei termini singolari, Torino, Boringhieri, 1980
- Il primo libro di logica. Introduzione ai metodi della logica contemporanea, Torino, Boringhieri, 1984.
- Tre dialoghi. Un invito alla pratica filosofica, Torino, Bollati Boringhieri 1988. ISBN 88-339-0445-8.
- Giochiamo con la filosofia, Milano, A. Mondadori, 1990. ISBN 88-04-33271-9.
- La filosofia in trentadue favole, Milano, A. Mondadori, 1991. ISBN 88-04-34228-5.
  - La filosofia in quarantadue favole, Milano, Oscar Mondadori, 2007. ISBN 978-88-04-56628-1.
  - La filosofia in cinquantadue favole, Milano, Oscar Mondadori, 2011. ISBN 978-88-04-60499-0.
  - La filosofia in sessantadue favole, Milano, Oscar Mondadori, 2014. ISBN 978-88-04-64391-3.
  - La filosofia in ottantadue favole, Milano, Oscar Mondadori, 2017. ISBN 978-88-04-68398-8.
- La libertà: un dialogo, Milano, Il Saggiatore, 1991. ISBN 88-04-33940-3.
- Oltre la tolleranza. Per una proposta politica esigente, Milano, Feltrinelli 1992. ISBN
- Il metodo della follia. Saggio su Montaigne, Milano, Il Saggiatore 1994. ISBN 88-428-0158-5.
- Giocare per forza. Critica della società del divertimento, Milano, A. Mondadori 1995. ISBN 88-04-35491-7.
- Filosofia: istruzioni per l'uso, Milano, A. Mondadori 1995. ISBN 88-04-40335-7.
- Platone, amico mio. I filosofi rispondono alle grandi domande della nostra vita, Milano, A. Mondadori 1997. ISBN 88-04-40884-7.
- Manifesto per un mondo senza lavoro, Milano, Feltrinelli 1999. ISBN 88-07-47024-1.
- Per gioco e per passione, Roma, Di Renzo, 1999. ISBN 88-86044-99-2.
- La rivoluzione copernicana di Kant, Torino, Bollati Boringhieri, 2000. ISBN 88-339-1211-6.
- Filosofia: nuove istruzioni per l'uso, Milano, Oscar Mondadori 2000. ISBN 88-04-47713-X.
- I passi falsi della scienza, Milano, Garzanti 2001, ISBN 88-11-59707-2. Premio Nazionale Rhegium Julii 2001[7].
- Teoria del linguaggio e della mente, Torino, Bollati Boringhieri, 2001. ISBN 88-339-1316-3.
- Una rivoluzione senza futuro. Perché la sinistra non può (più) dirsi marxista, Milano, Garzanti 2003. ISBN 88-11-59726-9.
- Parole che contano. Da amicizia a volontà, piccolo dizionario politico-filosofico, Milano, Mondadori 2004. ISBN 88-04-52674-2.
- Che cosa si dice quando si dice mondo, Modena, Fondazione Collegio San Carlo di Modena per festivalfilosofia, 2005.
- Le due Americhe. Perché amiamo e perché detestiamo gli Usa, Milano, Mondadori 2005. ISBN 88-04-53944-5.
- La logica dell'amore, Torino, Aragno, 2005. ISBN 88-8419-284-6.
- Dio in gioco. Logica e sovversione in Anselmo d'Aosta, Torino, Bollati Boringhieri, 2006. ISBN 88-339-1667-7.
- Il pensiero come stile. Protagonisti della filosofia italiana, Milano, B. Mondadori, 2008. ISBN 978-88-6159-148-6.
- Anime danzanti, Torino, Aragno, 2008. ISBN 978-88-8419-331-5.
- La dimostrazione di Dio. Come la filosofia ha cercato di capire la fede, Milano, Mondadori, 2009. ISBN 978-88-04-58735-4.[8]
- L'etica di Kant. La razionalità del bene, Milano, B. Mondadori, 2010. ISBN 978-88-6159-062-5.
- La filosofia come strumento di liberazione, Milano, Cortina, 2010. ISBN 978-88-6030-327-1.
- Parole in gioco. Il linguaggio stralunato della filosofia, Milano, Mondadori, 2010. ISBN 978-88-04-60091-6.
- La logica dialettica di Hegel, Milano, B. Mondadori, 2011. ISBN 978-88-6159-437-1.
- Il piacere. Indagine filosofica, Roma-Bari, Laterza, 2012. ISBN 978-88-420-9839-3.
- Filosofia in gioco, Roma-Bari, Laterza, 2013. ISBN 978-88-581-0670-9.
- Filosofia chimica, con Alessandro Giuliani, Roma, Editori Riuniti University press, 2014. ISBN 978-88-6473-146-9.
- Il bene e il bello. Etica dell'immagine, Milano, Il Saggiatore, 2015. ISBN 978-88-428-2129-8.
- Prendiamola con filosofia. Nel tempo del terrore un'indagine su quanto le parole mettono in gioco, Firenze-Milano, Giunti, 2017. ISBN 978-88-09-79070-4.
- La scomparsa del pensiero. Perché non possiamo rinunciare a ragionare con la nostra testa, Milano, Feltrinelli, 2017. ISBN 978-88-07-17320-2.
- Filosofo anche tu. Siamo filosofi senza saperlo, Firenze-Milano, Giunti, 2018. ISBN 978-88-09-85849-7.
- La stupidità del male. Storie di uomini molto cattivi, Milano, Feltrinelli, 2019. ISBN 978-88-07-17353-0.
- L'arte della guerra per cavarsela nella vita, Milano, BUR Rizzoli, 2019. ISBN 978-88-17-11997-9.
- 100 idee di cui non sapevi di aver bisogno, Milano, BUR Rizzoli, 2020. ISBN 978-88-17-14497-1.
- Critica della ragione digitale, Milano, Feltrinelli, 2020. ISBN 978-88-07-10550-0.
- Nel nome del padre e del figlio, Milano, Hoepli, 2020. ISBN 978-88-203-9042-6.
- La grande paura, Verona, Ginko, 2021. ISBN 978-88-312-2925-8.
- Il teatro dell'essere, Milano, Hoepli, 2021. ISBN 978-88-203-9620-6.
- Amore per la saggezza. Milano, Byoblu Edizioni, 2022 ISBN 979-1280657220.
- Logica dei paradossi. Torino, UTET, 2022.
- La finestra sul male: Temi di etica kantiana nell'opera di Hitchcock. Milano, Hoepli, 2023.
- Il pensiero come stile: Altri protagonisti della filosofia italiana. Napoli, Orthotes, 2025.
- Filosofia in azione. Roma, Di Renzo, 2025.

Saggistica in inglese
- Kant's Copernican Revolution. New York, Oxford University Press 1987.
- Looser Ends: The Practice of Philosophy. Minneapolis MN, University of Minnesota Press 1989.
- The Discipline of Subjectivity: An Essay on Montaigne. Princeton NJ, Princeton University Press 1990.
- Logic and Other Nonsense: The Case of Anselm and His God. Princeton NJ, Princeton University Press 1993.
- Philosophy in Play. Indianapolis IN, Hackett 1994.
- My Kantian Ways. Berkeley e Los Angeles, University of California Press 1995.
- A Theory of Language and Mind. Berkeley e Los Angeles, University of California Press 1997.
- Freedom: A Dialogue. Indianapolis IN, Hackett 1997.
- Hegel's Dialectical Logic. New York, Oxford University Press 2000.
- Exercises in Constructive Imagination. Dordrecht, Kluwer 2001.
- Dancing Souls. Lanham MD, Lexington Books 2003.
- Ethics Vindicated: Kant's Transcendental Legitimation of Moral Discourse. New York, Oxford University Press 2007.
- Return from Exile: A Theory of Possibility. Lanham MD, Lexington Books 2013.
- Theories of the Logos. Berlino, Springer 2017.
- Understanding Edgar Allan Poe: They Who Dream by Day. Newcastle upon Tyne, Cambridge Scholars 2023.
- The Logic of Mysticism. Berlino, Springer, 2025.

Narrativa e teatro
- I delitti della logica. Milano, A. Mondadori 1998. ISBN 88-04-44221-2.
- Abramo, tragedia in tre atti. Torino, Aragno, 2014. ISBN 978-88-8419-663-7.[9]
- Case. Milano, Cairo 2014. ISBN 978-88-6052-545-1.
- Il giorno in cui non tornarono i conti. Pisa, MdS Editore, 2015. ISBN 978-88-98942-19-0.
- Annibale, tragedia in tre atti, Torino, Aragno, 2016. ISBN 978-88-8419-797-9.
- Amori, Pisa, MdS Editore 2016. ISBN 978-88-98942-46-6.
- Alessandro, tragedia in tre atti, Torino, Aragno, 2018. ISBN 978-88-8419-860-0.
- Ada. Lettera a mia madre, Martinsicuro, Arsenio, 2020. ISBN 978-88-313-0109-1.
- Due atti unici, Reggio Calabria, Città del Sole, 2020. ISBN 978-88-8238-219-3.
  - Cinque atti unici, Torino, Aragno 2025.
- Augusto, tragedia in tre atti, un prologo e un epilogo, Torino, Aragno, 2021. ISBN 978-88-93801-29-4.
- Il viaggio e altri scritti, Martinsicuro, Di Felice 2024.
- Morti senza senso. Verona, Gingko, 2025.
- Giornale di bordo per tempi difficili. Martinsicuro TE, Di Felice, 2025

Poesia
- Panni sporchi. Milano, Garzanti, 2000. ISBN 88-11-64033-4.
- Un amore da quattro soldi. Torino, Aragno, 2006. ISBN 88-8419-257-9.
- Polvere e pioggia. Torino, Aragno, 2010. ISBN 978-88-8419-447-3.
- Poesia dei miei coglioni. Ardea RM, Galassia Arte, 2014. ISBN 978-88-6831-085-1.
- Le parole della notte. Martinsicuro TE, Di Felice, 2015. ISBN 978-88-97726-79-1.
- Amore per Milla. Martinsicuro TE, Di Felice, 2019. ISBN 978-88-94860-55-9.
- Canti di Urania. Martinsicuro TE, Di Felice, 2021. ISBN 978-88-94860-99-3.
- Sereno variabile: un diario. Martinsicuro TE, Di Felice, 2023.
- Cosmica, intima commedia. Verona, Gingko, 2024.